# Луганск-1
Батальон патрульной службы полиции особого назначения «Луганск-1», сокращённо БПСПОП «Луганск-1» (укр. Батальйон патрульної служби поліції особливого призначення «Луганськ-1») — спецподразделение Национальной полиции Украины, участвующий в войне на юго-востоке Украины. Несёт службу на передовой и патрулирует населённые пункты вдоль линии разграничения, а также осуществляет контрдиверсионные операции и борьбу против контрабанды на не контролируемую властями Украины территорию. Образован в мае 2014 года в структуре Главного управления МВД Украины по Днепропетровской области, с 2015 года числится в Главном управлении Национальной полиции по Луганской области и несёт службу без ротации.

## Образование
В апреле 2014 года министр внутренних дел Арсен Аваков подписал распоряжение о формировании добровольческих спецбатальонов МВД Украины для участия в вооружённом конфликте на юго-востоке страны. Главное управление МВД Украины по Луганской области начало сотрудничество с луганским штабом движения «Рух опору» Юлии Тимошенко, объявив о создании добровольческих батальонов «Тимур», «Стаханов» и «Луганск». Артём Витко был назначен заместителем командира батальона «Луганск».
Первая попытка создания батальонов была заблокирована протестовавшими местными жителями, которые устроили драку: в результате беспорядков пророссийскими протестующими был схвачен будущий командир батальона «Тимур» по имени Тимур Юлдашев. В итоге подготовку батальона «Луганск» продолжили в Днепропетровской области, где в мае 2014 года батальон был окончательно создан, получив название «Луганск-1» и войдя в структуру Главного управления МВД Украины по Днепропетровской области.

## Личный состав
80% личного состава представляли уроженцы Луганской области, не поддержавшие пророссийских протестующих. 10 августа 2014 года, по сообщению отдела связей с общественностью Главного управления МВД Украины по Луганской области, присягу на верность народу Украины принесла группа милиционеров (24 человека) из личного состава батальона, а ещё около 200 человек прошли комиссию. Командиром был назначен Артём Витко, известный ранее под псевдонимом «Андрей Левко» и скрывавший лицо балаклавой в целях безопасности.

## Вооружение
По свидетельствам Артёма Витко, на вооружении батальона было изначально лёгкое стрелковое оружие: пистолеты, автоматы и ручные пулемёты. С сентября 2014 года на вооружении батальона присутствует и тяжёлое оружие: гранатомёты РПГ-7 и АГС-17, пулемёты ДШК и «Утёс», а также образцы бронетехники типа БРДМ-2.

## Участие в войне на Донбассе

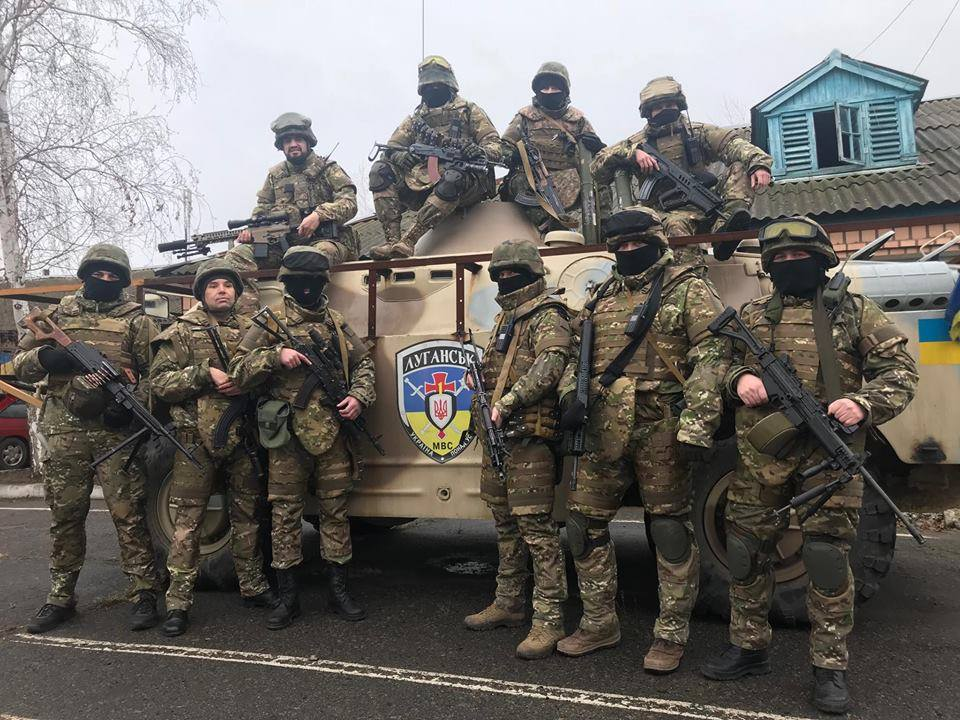
Бойцы БПСПОП «Луганск-1» в марте 2018 года

27 августа 2014 года личный состав батальона вместе с подразделениями внутренних войск МВД «Омега» и «Ягуар» провели зачистку сёл Крымское и Сокольники в Славяносербском районе: по утверждению командира батальона, в ходе зачистки около Северского Донца им было уничтожено 40 солдат противника и один миномёт. 4 сентября батальону передали в дар бронеавтомобиль, средства на который были собраны представителями общественности.
8 сентября того же года, согласно утверждению Espreso.tv, 1-я рота батальона захватила корректировщика огня со стороны пророссийских военизированных формирований у Первомайска, лишив ополчение возможности вести огонь по блокпостам ВСУ. 31 октября батальон одним из первых публично обвинил российского актёра Михаила Пореченкова в деятельности, направленной против государственного суверенитета Украины, после инцидента со стрельбой из пулемёта в донецком аэропорту.
21 марта 2016 года батальон понёс первую официально зафиксированную потерю: убит младший сержант милиции Евгений Ярославич Кос. 20 мая 2020 года около села Трёхизбенка Новоайдарского района был убит командир батальона, полковник Сергей Губанов (скончался от осколочных ранений; его не успели довезти в больницу).

## Командиры батальона
- капитан Артём Витко («Андрей Левко») — с 8 мая по 6 октября 2014[18]
- Константин Склифус — с 7 октября 2014 по 6 ноября 2015[19]
- полковник Сергей Губанов («Сивый») — с 7 ноября 2015 по 20 мая 2020 года[20]